# Episodi di Quell'uragano di papà (seconda stagione)
La seconda stagione della serie televisiva Quell'uragano di papà è andata in onda dal 16 settembre 1992 al 19 maggio 1993 negli Stati Uniti e dal 1996 in Italia.
| nº | Titolo originale                                | Titolo italiano                | Titolo italiano                 | Prima TV USA      | Prima TV Italia |
| nº | Titolo originale                                | Disney Channel / DVD           | Disney+                         | Prima TV USA      | Prima TV Italia |
| -- | ----------------------------------------------- | ------------------------------ | ------------------------------- | ----------------- | --------------- |
| 1  | Read My Hips                                    | Messaggio in codice            | Leggi i miei segnali            | 16 settembre 1992 |                 |
| 2  | Rites & Wrongs of Passage                       | Rito d'iniziazione             | Riti ed errori di passaggio     | 23 settembre 1992 |                 |
| 3  | Overactive Glance                               | Fantasie da cavernicolo        | Sguardo iperattivo              | 30 settembre 1992 |                 |
| 4  | Groin Pain                                      | Mister Pavone                  | Il peso della cultura           | 7 ottobre 1992    |                 |
| 5  | Heavy Meddle                                    | Serata a tema                  | Mai impicciarsi!                | 14 ottobre 1992   |                 |
| 6  | The Haunting of Taylor House                    | Halloween                      | La caduta della casa dei Taylor | 28 ottobre 1992   |                 |
| 7  | Roomie for Improvement                          | L'amico del cuore              | Un nuovo coinquilino            | 4 novembre 1992   |                 |
| 8  | May the Best Man Win                            | Salotto da tè                  | Che vinca il migliore           | 11 novembre 1992  |                 |
| 9  | Where There's a Will, There's a Way             | Il testamento                  | Il testamento                   | 18 novembre 1992  |                 |
| 10 | Let's Did Lunch                                 | Messa a punto                  | Il pranzo                       | 25 novembre 1992  |                 |
| 11 | Abandoned Family                                | A modo mio                     | Famiglia abbandonata            | 2 dicembre 1992   |                 |
| 12 | I'm Scheming of a White Christmas               | Beneficenza a pagamento        | Il piano per il Bianco Natale   | 16 dicembre 1992  |                 |
| 13 | Bell Bottom Blues                               | L'armadio super accessoriato   | Troppi vestiti                  | 6 gennaio 1993    |                 |
| 14 | Howard's End                                    | Tecnicamente mio               | La fine di Howard               | 13 gennaio 1993   |                 |
| 15 | Love is a Many Splintered Thing                 | Due anatre compatibili         | Incompatibili                   | 20 gennaio 1993   |                 |
| 16 | Dances with Tools                               | Voglio librarmi                | Balla con gli attrezzi          | 3 febbraio 1993   |                 |
| 17 | You're Driving Me Crazy, You're Driving Me Nuts | Fermati e chiedi               | Mi fai impazzire                | 10 febbraio 1993  |                 |
| 18 | Bye Bye Birdie                                  | Denominator                    | Ciao, ciao, uccellino           | 17 febbraio 1993  |                 |
| 19 | Karate or Not, Here I Come                      | Karate in famiglia             | Karate o no, eccomi qua         | 24 febbraio 1993  |                 |
| 20 | Shooting Three to Make Tutu                     | E i contadini si rallegrano... | Due posti in prima fila         | 5 marzo 1993      |                 |
| 21 | Much Ado About Nana                             | Molto rumore per... nonna      | Molto rumore per Nana           | 17 marzo 1993     |                 |
| 22 | Ex Marks the Spot                               | Una verità rimandata           | Il ritorno della ex             | 14 aprile 1993    |                 |
| 23 | To Build or Not to Build                        | La festa della mamma           | Costruire o non costruire       | 5 maggio 1993     |                 |
| 24 | Birth of a Hot Rod                              | Riparazioni a domicilio        | La nascita di una Hot Rod       | 12 maggio 1993    |                 |
| 25 | The Great Race                                  | Un tagliaerba a reazione       | La grande corsa                 | 19 maggio 1993    |                 |

## Messaggio in codice / Leggi i miei segnali
- Titolo originale: Read My Hips
- Diretto da: John Pasquin
- Scritto da: B. K. Taylor

### Trama
Jill prepara una cena romantica per Tim che è da Big Mike con Al e la K&B Edilizia. Lui chiama a casa e lei flirta, ma lui non ci fa caso e torna a casa tardi. Jill è furiosa perché non coglie i suoi segnali. Tim vorrebbe chiarezza e si veste da Fred il tecnico telefonico per risolvere il problema. Jennifer picchia Brad perché vuole baciarlo?
- Guest star: Casey Sander (Rock Lannigan), Gary McGurk (Dwayne Hoover), Mickey Jones (Pete Bilker), Pamela Anderson (Lisa), Jessica Wesson (Jennifer Sudarsky)

## Rito d'iniziazione / Riti ed errori di passaggio
- Titolo originale: Rites & Wrongs of Passage
- Diretto da: John Pasquin
- Scritto da: Susan Estelle Jansen

### Trama
Tim la fa passare liscia di nuovo a Brad dopo che ha fatto uno scherzo a scuola e va al raduno dei camion, come previsto. Finché Brad non lancia un mattone contro la serra.
- Guest star: Will Nye (Angus McLain), Virginia Watson (Poliziotta)

## Fantasie da cavernicolo / Sguardo iperattivo
- Titolo originale: Overactive Glance
- Diretto da: John Pasquin
- Scritto da: Billy Riback

### Trama
Jill e Karen pensano che Tim guarderà una donna al ristorante, dopo che ha guardato una donna in Tool Time. Randy ha dei problemi a giocare a football.
- Guest star: Betsy Randle (Karen Kelly), Debbe Dunning (Kiki Van Fursterwallenscheinlaw), Sheila Franklin (Barbara), Kevin Brief (Uomo #1), Bob Destri (Uomo #2), Mike Randleman (Uomo #3), Kavi Raz (Capo sala)

## Mister Pavone / Il peso della cultura
- Titolo originale: Groin Pain
- Diretto da: John Pasquin
- Scritto da: Howard J. Morris

### Trama
Tim si stira un muscolo dell'inguine cercando di fare colpo su Jill portando un grosso baule di libri. Randy interpreta Peter Pan nella recita scolastica, ma la scuola non ha i macchinari necessari per farlo volare.
- Guest star: Pamela Anderson (Lisa)

## Serata a tema / Mai impicciarsi!
- Titolo originale: Heavy Meddle
- Diretto da: John Pasquin
- Scritto da: Rosalind Moore

### Trama
Quando Tim dà una festa per festeggiare il montaggio del motore della sua Hot Rod, Jill decide di far mettere insieme la sua amica Karen con uno dei presenti alla festa e finisce per rovinare la giornata di Tim con un barbecue. Intanto, i ragazzi hanno dei problemi con i fratelli McGurn.
- Guest star: Eileen Brennan (Wanda), Dion Anderson (Hank), Betsy Randle (Karen Kelly), Tony Carreiro (Dave), Jessica Tuck (Leslie), Tom Gallop (Bob)

## Halloween / La caduta della casa dei Taylor
- Titolo originale: The Haunting of Taylor House
- Diretto da: John Pasquin
- Scritto da: Susan Estelle Jansen

### Trama
Brad e Jennifer decidono di vestirsi da Raggedy Anne e Raggedy Andy per Halloween, ma lei si presenta con Danny ed è vestita come lui. Dopo che Danny cerca di rovinare le "Catacombe del Terrore" di Tim, Tim lo spaventa con l'aiuto di Al e Wilson.
- Guest star: Jessica Wesson (Jennifer Sudarsky), Aaron Freeman (Curtis), Rider Strong (Danny), Trevor Larkin (Bambino)

## L'amico del cuore / Un nuovo coinquilino
- Titolo originale: Roomie for Improvement
- Diretto da: John Pasquin
- Scritto da: Billy Riback

### Trama
Tim è ospite di Al quando Mark ha la varicella, perché Tim non l'ha mai presa.
- Guest star: Mario Andretti (se stesso), Michael Andretti (se stesso), Debra Engle (Cynthia)

## Salotto da tè / Che vinca il migliore
- Titolo originale: May the Best Man Win
- Diretto da: John Pasquin
- Scritto da: Maxine Lapiduss

### Trama
Maureen Binford, la nuova produttrice di Tool Time, cerca di cambiare tutto e Tim non sa come affrontarla quando Al, Jill e Wilson sono tutti occupati.
- Guest star: Vicki Lewis (Maureen Binford)

## Il testamento
- Titolo originale: Where There's a Will, There's a Way
- Diretto da: John Pasquin
- Scritto da: Howard J. Morris

### Trama
Jill trova il testamento incompleto di Tim e deve decidere se completarlo o meno. Mark teme che suo padre muoia.
- Guest star: Jim Boeke (Phil Gags), Wilson Raiser (Red Jankins)

## Messa a punto / Il pranzo
- Titolo originale: Let's Did Lunch
- Diretto da: John Pasquin
- Scritto da: Howard M. Gould

### Trama
Dave chiede a Tim di dire a Karen che hanno pranzato insieme, anche se non è vero. I ragazzi hanno dei problemi con i fratelli McGurn.
- Guest star: Betsy Randle (Karen Kelly), Tony Carreiro (Dave)

## A modo mio / Famiglia abbandonata
- Titolo originale: Abandoned Family
- Diretto da: John Pasquin
- Scritto da: Rosalind Moore

### Trama
Tim ha difficoltà a occuparsi della casa mentre Jill è occupata. Maureen Binford vuole modificare il programma di nuovo con una sezione chiamata "L'angolo dello scapolo" condotta da Al.
- Guest star: Vicki Lewis (Maureen Binford)

## Beneficenza a pagamento / Il piano per il Bianco Natale
- Titolo originale: I'm Scheming of a White Christmas
- Diretto da: John Pasquin
- Scritto da: B. K. Taylor

### Trama
Brad e Randy cominciano a raccogliere soldi per beneficenza, ma si mettono nei guai quando Jill spende alcuni dei soldi che hanno raccolto. Maureen Binford fa ulteriori cambiamenti a Tool Time.
- Guest star: The Manhattan Transfer (loro stessi), Vicki Lewis (Maureen Binford)

## L'armadio super accessoriato / Troppi vestiti
- Titolo originale: Bell Bottom Blues
- Diretto da: John Pasquin
- Scritto da: Susan Estelle Jansen

### Trama
Tim si lamenta perché Jill ha troppi vestiti nell'armadio, quindi riordina. Brad è in imbarazzo quando Tim lo abbraccia a scuola.
- Guest star: Casey Sander (Rock Lannigan), Gary McGurk (Dwayne Hoover), Mickey Jones (Pete Bilker)

## Tecnicamente mio / La fine di Howard
- Titolo originale: Howard's End
- Diretto da: Andy Cadiff
- Scritto da: Stacey Hur

### Trama
Il pesce di Jennifer muore mentre Brad se ne occupa. Tim e Jill litigano su cosa è di chi.
- Guest star: Pamela Anderson (Lisa), Jessica Wesson (Jennifer Sudarsky)

## Due anatre compatibili / Incompatibili
- Titolo originale: Love is a Many Splintered Thing
- Diretto da: Andy Cadiff
- Scritto da: Billy Riback

### Trama
Jill fa un test di compatibilità e scopre che Tim e lei non sono compatibili. Randy ha dei problemi col suo numero da ventriloquo per il talent show della scuola.
- Guest star: Diana Bellamy (Myrtle), O'Neal Compton (Phil)

## Voglio librarmi / Balla con gli attrezzi
- Titolo originale: Dances with Tools
- Diretto da: Andy Cadiff
- Scritto da: Rosalind Moore

### Trama
Tim regala delle lezioni di danza a Jill per il loro anniversario.
- Guest star: Ann Miller (Sig.ra Keeney), Dirk Lumbard (Don Green), Michael Pniewski (Andy Paxton), Gregg Daniel (Jerry Holcomb), Jillian Fontaine (Ballerina)

## Fermati e chiedi / Mi fai impazzire
- Titolo originale: You're Driving Me Crazy, You're Driving Me Nuts
- Diretto da: Andy Cadiff
- Scritto da: Maxine Lapiduss

### Trama
Tim si rifiuta di chiedere indicazioni mentre va al matrimonio di Sheila. Jill è incomprensibilmente incupita.
- Guest star: Kevin Scannell (Agente Lambert), Betsy Randle (Karen Kelly), Cleto Augusto (Marty)

## Denominator / Ciao, ciao, uccellino
- Titolo originale: Bye Bye Birdie
- Diretto da: Andy Cadiff
- Scritto da: Susan Estelle Jansen

### Trama
Un picchio è una terribile spina nel fianco per Tim. Brad prende un brutto voto e incolpa Jennifer perché si rifiuta di continuare a fargli copiare i suoi compiti.
- Guest star: Jessica Wesson (Jennifer Sudarsky)

## Karate in famiglia / Karate o no, eccomi qua
- Titolo originale: Karate or Not, Here I Come
- Diretto da: Andy Cadiff
- Scritto da: Billy Riback

### Trama
Sperando di far sì che Mark abbia più fiducia in se stesso, Tim e Jill lo iscrivono a un corso di karate. Tuttavia, un ragazzo comincia a fare il bullo con Mark, portando a una rissa tra Jill e la madre del ragazzo!
- Guest star: Pamela Anderson (Lisa), Stuart Quan (Robert Cho), Perry Anzilotti (Mike), Mary-Pat Green (Daphne), Greg Collins (Roy), Ryan Tomlinson (Artie)

## E i contadini si rallegrano… / Due posti in prima fila
- Titolo originale: Shooting Three to Make Tutu
- Diretto da: Andy Cadiff
- Scritto da: Howard M. Gould

### Trama
Wilson dà a Tim due biglietti in prima fila per la partita dei Pistons, ma Jill dice che deve portare Mark al balletto. Brad e Randy provano un sigaro mentre Tim è fuori.

## Molto rumore per... nonna / Molto rumore per Nana
- Titolo originale: Much Ado About Nana
- Diretto da: Andy Cadiff
- Scritto da: Howard J. Morris

### Trama
Nana, la madre di Jill, arriva in visita e Tim nota che Jill e Nana non parlano tra loro dei propri problemi.
- Guest star: Polly Holliday (Lillian "Nana" Patterson), Paige Tamada (Tiffany)

## Una verità rimandata / Il ritorno della ex
- Titolo originale: Ex Marks the Spot
- Diretto da: Andy Cadiff
- Scritto da: Darrel Campbell & Billy Riback

### Trama
Al invita Stacey Lewis, l'ex fidanzata di Tim, a cena a casa Taylor.
- Guest star: Kathleen Garrett (Stacey Lewis)

## La festa della mamma / Costruire o non costruire
- Titolo originale: To Build or Not to Build
- Diretto da: Andy Cadiff
- Scritto da: Robert Zappia

### Trama
Tim aiuta i ragazzi con i progetti per Jill per la festa della mamma e Randy non riesce a costruire una casetta per gli uccelli.
- Guest star: Ann Guilbert (Madre di Wilson), Mickey Jones (Pete Bilker), Casey Sander (Rock Lannigan), Gary McGurk (Dwayne Hoover), Pamela Anderson (Lisa)

## Riparazioni a domicilio / La nascita di una Hot Rod
- Titolo originale: Birth of a Hot Rod
- Diretto da: Andy Cadiff
- Scritto da: Steve Gabriel

### Trama
Mentre Tim è occupato a cercar di far funzionare la sua Hot Rod, Jill chiama un tecnico per fare varie riparazioni in casa.
- Guest star: Pamela Anderson (Lisa), David Correia (Gus), Gene Weygandt (Jim Lester)

## Un tagliaerba a reazione / La grande corsa
- Titolo originale: The Great Race
- Diretto da: Andy Cadiff
- Scritto da: Carmen Finestra, David McFadzean e Matt Williams

### Trama
Tim installa un pezzo di elicottero Chinook nel suo tagliaerba per una gara contro Bob Vila. Brad e Randy costringono Mark a mangiare un girino per poter giocare con loro.
- Guest star: Bob Vila (se stesso), Betsy Randle (Karen Kelly), Pamela Anderson (Lisa), Lamont Johnson (Paul), Michael Goldfinger (Ned), Shawn Shea (Stage manager)